# Золотницкий, Николай Фёдорович
Никола́й Фёдорович Золотни́цкий (25 апреля 1851 года, Брест-Литовск, Российская империя — май 1920, Москва) — один из зачинателей русского аквариумистского движения, а также международной аквариумистики, автор неоднократно переиздававшейся книги «Аквариум любителя».

## Биография

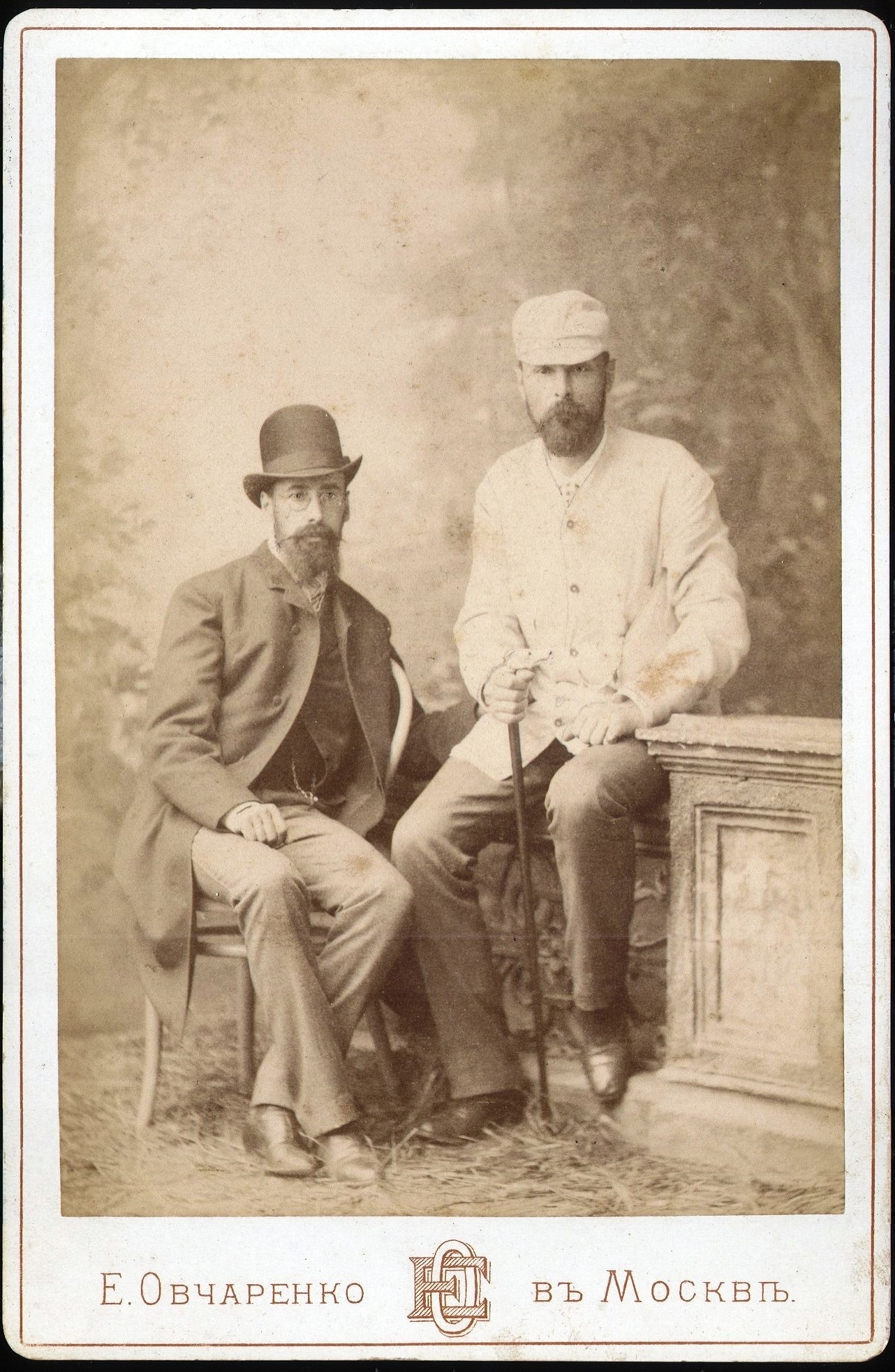
Н. Ф. Золотницкий (слева) и А. С. Мещерский, пионеры отечественной аквариумистики

Родился Н. Ф. Золотницкий в Брест-Литовске, однако семья вскоре переехала в Германию, поэтому в начальной школе он учился в Дрездене. В 1866 году Золотницкие возвращаются в Россию, где Николай сперва заканчивает пятую московскую гимназию, а затем поступает на физико-математический факультет Московского университета. Однако информация об окончании университета отсутствует. Автор его биографии, вышедшей в 1922 году, профессор Г. А. Кожевников пишет: «Видимо, он не кончал университета, во всяком случае математиком он не был».
С 1875 года Николай Фёдорович начал преподавать иностранные языки сперва в Лицее цесаревича Николая, а затем и в других учебных заведениях. После революции работал инспектором народного комиссариата просвещения.
Умер в Москве в мае 1920 года, похоронен на Введенском кладбище (11 уч.).

## Вклад в аквариумистику
Николай Золотницкий с детства интересовался животным миром водоёмов, свои детские наблюдения он затем описал в своих книгах. Однако свои натуралистические исследования начал с ботаники.
Ещё в детстве начал собирать гербарии. Часть его собрания послужила основой для написания профессорами В. Я. Цингером и Д. А. Кожевниковым «Очерка флоры Тульской губернии». Другая его часть была передана в гербарий Московского ботанического сада, а затем вошла в Гербарий Московского университета. Помимо этого, Золотницкий собирал энтомологические коллекции, которые передал в Зоологический музей МГУ.
Однако делом его жизни стала аквариумистика. Николай Фёдорович, несмотря на технические сложности, создал у себя дома целый подводный мир, который затем описал в своих книгах. Им регулярно публиковались статьи в журнала «Нива», «Родник», «Любитель природы», «Сад и огород», «Естествознание и география», в газетах «Московские ведомости», «Русские ведомости», «Современные известия». С 1897 года вёл в журнале «Естествознание и география» раздел «Аквариумы и террариумы».

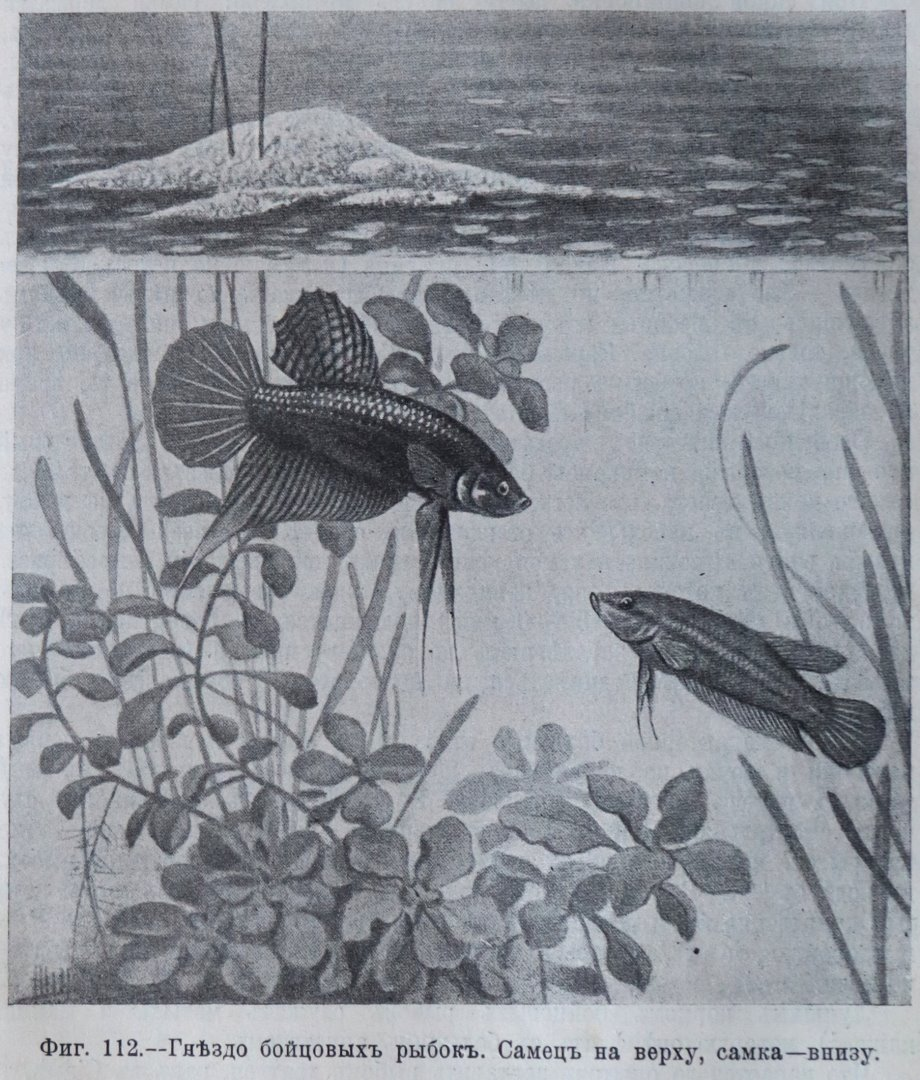
Иллюстрация из книги Золотницкого «Аквариум любителя», 1916 год.

В 1882—1887 годах Золотницкий публикует в журнале «Природа и охота» ряд статей о содержании аквариумных рыб и растений. В 1885 году Николай Федорович издает их отдельной книгой, которая получает название «Аквариум любителя». Свой труд он посвящает своим друзьям-аквариумистам А. С. Мещерскому и В. С. Мельникову. За эту книгу Золотницкий был награждён Большой золотой медалью Русского общества акклиматизации. Также данная работа была награждена золотой медалью в Киеве и почётной медалью в Париже. До революции 1917 года книга расширялась автором и выдержала четыре издания (последнее в 1916 году), в 1888 году была издана на немецком языке. В 1993 году издательство «Терра» выпустило новое издание книги тиражом 300 000 экземпляров . В 1910 году вышел 2-й том «Аквариум любителя», называвшийся «Новые аквариумные рыбы и растения».
Золотницкий активно сотрудничает с другими аквариумистами, организует совместно с ними ряд выставок, принимает участие в создании в Москве общественного аквариума.
С 1887 года Золотницкий был секретарём отдела ихтиологии Российского общества акклиматизации, а затем товарищем (заместителем) председателя. В 1898 году аквариумисты создают отдельное общество — «Кружок любителей культуры аквариума и террариума», председателем которого избирают Николая Фёдоровича. В 1905 году это кружок реорганизуется в Московское общество любителей аквариума и комнатных растений. Членами кружка, а затем и общества были многие выдающиеся российские учёные и общественные деятели. Среди них профессора Д. Н. Кайгородов и Л. П. Сабанеев, главный садовник ботанического сада МГУ Г. Г. Треспе, почётным членом был избран писатель В. А. Гиляровский. Вскорее после организации общество насчитывало более 400 членов. Николай Фёдорович сперва был председателем, а затем почётным председателем общества. В 1903 году Золотницкий явился инициатором разработки обществом первого отечественного пособия по организации школьных аквариумов. Ближайшими соратниками Золотницкого были князь К. Ф. Баратов, граф В. В. Келлер, В. С. Мельников, А. С. Мещерский, Б. Е. Ушаков, Ф. А. Энгель и др.
- Состоял членом Императорского Русского Общества Акклиматизации Животных и Растений.
- Состоял членом Парижского Общества акклиматизации.

## Увековечивание памяти Н. Ф. Золотницкого
- Московский городской клуб аквариумистов носит имя Н. Ф. Золотницкого.

## Труды
- 1885 — «Аквариум любителя» (книга неоднократно переиздавалась)
- 1886 — «Золотая рыбка и её варьететы»,
- 1887 — «Водяные растения для аквариумов комнатных, садовых, оранжерейных»,
- 1888 — «Паразитические болезни рыб»,
- 1888 — «Детский аквариум»,
- 1910 — «Новые аквариумные рыбы и растения»,
- 1911 — «Наши садовые цветы, овощи и плоды. Их история, роль в жизни и верованиях разных народов и родина»,
- 1913 — «Цветы в легендах и преданиях» (книга неоднократно переиздавалась)
- 1914 — «Очерк истории и географии аквариумных рыб»,
- 1915 — «В мире пресных вод»,
- 1915 — «Живая природа в школе»,
- 1919 — «Практические прогулки с учениками в лес»,
- 1919 — «Из сказок природы», второе издание